# Omloop van het Hageland 2017
La 13e édition de l'Omloop van het Hageland a eu lieu le 26 février 2017. La course fait partie du calendrier international féminin UCI 2017 en catégorie 1.1 et de la Lotto Cycling Cup pour Dames 2017. Elle est remportée par la Belge Jolien D'Hoore.

## Présentation

### Équipes
| Équipes féminines professionnelles (21)- Alé Cipollini Galassia - BePink Cogeas - Boels Dolmans - Canyon-SRAM - Cervélo Bigla - Colavita-Bianchi - Cylance Pro Cycling - Drops - FDJ-Nouvelle Aquitaine-Futuroscope - Hitec Products - Lares-Waowdeals Women Cycling Team - Lensworld-Kuota - Lointek - Lotto Soudal - Orica-Scott - Parkhotel Valkenburg-Destil Cycling Team - Sport Vlaanderen-Etixx - Sunweb - VéloCONCEPT Women - Wiggle High5 - WM3 Pro Cycling Équipe nationale- Allemagne Équipe féminines amateur (11)- Autoglas Wetteren - Equano - Hoop Op Zegen Beveren - Isorex - Jan van Arckel - Jos Feron - Keukens Redant - Maaslandster Veris CCN - Swaboladies,nl - Textielstad de Jonge Renner - Wielerclub de sprinters Malderen |
| |

## Récit de la course
Elisa Longo Borghini tente une échappée dans le final mais se fait reprendre. Sa coéquipière Jolien D'Hoore s'impose.

## Classements

### Classement final
| \| Classement général \| Classement général \| Classement général \| Classement général \| Classement général \| \| Coureuse \| Coureuse \| Pays \| Équipe \| Temps \| \| ------------------ \| ------------------ \| ------------------ \| ---------------------------------- \| ------------------ \| \| 1re \| Jolien D'Hoore \| Belgique \| Wiggle High5 \| 3 h 17 min 41 s \| \| 2e \| Chloe Hosking \| Australie \| Alé Cipollini \| + 0 s \| \| 3e \| Sarah Roy \| Australie \| Orica-Scott \| + 0 s \| \| 4e \| Lotta Lepistö \| Finlande \| Cervélo Bigla \| + 0 s \| \| 5e \| Lotte Kopecky \| Belgique \| Lotto Soudal Ladies \| + 0 s \| \| 6e \| Roxane Fournier \| France \| FDJ-Nouvelle Aquitaine-Futuroscope \| + 0 s \| \| 7e \| Kirsten Wild \| Pays-Bas \| Cylance \| + 0 s \| \| 8e \| Ellen van Dijk \| Pays-Bas \| Sunweb \| + 0 s \| \| 9e \| Amalie Dideriksen \| Danemark \| Boels Dolmans \| + 0 s \| \| 10e \| Lauren Kitchen \| Australie \| WM3 \| + 0 s \| |                   |           |                                    |                 |
| |                   |           |                                    |                 |
| Source : Cycling Quotient |                   |           |                                    |                 |
| Classement général |                   |           |                                    |                 |
| Coureuse | Coureuse          | Pays      | Équipe                             | Temps           |
| 1re | Jolien D'Hoore    | Belgique  | Wiggle High5                       | 3 h 17 min 41 s |
| 2e | Chloe Hosking     | Australie | Alé Cipollini                      | + 0 s           |
| 3e | Sarah Roy         | Australie | Orica-Scott                        | + 0 s           |
| 4e | Lotta Lepistö     | Finlande  | Cervélo Bigla                      | + 0 s           |
| 5e | Lotte Kopecky     | Belgique  | Lotto Soudal Ladies                | + 0 s           |
| 6e | Roxane Fournier   | France    | FDJ-Nouvelle Aquitaine-Futuroscope | + 0 s           |
| 7e | Kirsten Wild      | Pays-Bas  | Cylance                            | + 0 s           |
| 8e | Ellen van Dijk    | Pays-Bas  | Sunweb                             | + 0 s           |
| 9e | Amalie Dideriksen | Danemark  | Boels Dolmans                      | + 0 s           |
| 10e | Lauren Kitchen    | Australie | WM3                                | + 0 s           |

### Points UCI
| Position,          | 1er | 2e | 3e | 4e | 5e | 6e | 7e | 8e | 9e | 10e | 11e | 12e | 13e | 14e | 15e | 16e | 17e | 18e |
| Classement général | 80  | 60 | 45 | 35 | 30 | 25 | 21 | 18 | 15 | 12  | 10  | 8   | 6   | 5   | 4   | 3   | 2   | 1   |

### Prix
Les prix suivants sont distribués :
| Position | 1er   | 2e    | 3e    | 4e    | 5e    | 6e    | 7e    | 8e    | 9e    | 10e  |
| Prix     | 379 € | 326 € | 272 € | 164 € | 152 € | 141 € | 130 € | 119 € | 109 € | 97 € |

En sus, la 11e gagne 87 €,  la 12e 76 €, la 13e 66 €, la 14e 53 €, la 15e 42 €. Les coureuses placées de la 16e à la 20e place  repartent avec 28 €.

## Liste des participantes
- Liste des participantes 2017

## Organisation
La course est organisée par le Cycling Team Tilt. Son président est Roger Nolmans, son secrétaire Jos Broos.